# Zeng Shiqiang
Zeng Shiqiang (chinês tradicional: 曾仕強; Zhangzhou, Fujian, 28 de agosto de 1934 – Taipé, Taiwan, 11 de novembro de 2018) foi um sinólogo, estudioso e escritor nascido na China, mais conhecido por estudar I Ching, o mais antigo dos clássicos chineses. Zeng é aclamado como tendo sido o "Pai do Estilo Chinês de Gestão". Ele serviu como presidente da Universidade de Administração Hsing Kuo (HKU) e professor da Universidade Nacional Chiao Tung (NCTU).

## Biografia
Zeng nasceu em Zhangzhou, Fujian em 28 de agosto de 1934. Após a derrota dos nacionalistas pelos comunistas na Guerra Civil Chinesa em 1949, sua família se mudou para Condado de Tainan, Taiwan. Após o ensino médio, Zeng foi aceito na Universidade Nacional Normal de Taiwan, onde se formou no Departamento de Educação Industrial. Após a formatura, ele ensinou lá. Ele recebeu seu doutorado e mestrado pela Universidade de Leicester e pela Universidade Estadual Truman, respectivamente.
Zeng morreu no Hospital Geral Tri-Service em Taipé em 11 de novembro de 2018, aos 84 anos.

## Trabalho
- The Characteristics of Chinese Culture [As características da cultura chinesa] (em inglês). [S.l.]: Shaanxi Normal University General Publishing House Co.Ltd. 2011. ISBN 9787561352830
- Insight into the Mysteries of the I Ching: Book of Management Wisdom [Conhecimento dos Mistérios do I Ching: Livro da Sabedoria da Administração] (em inglês). [S.l.]: Peking University Press. 1991. ISBN 9787301080870
- 《易经的智慧合集》 [Sabedoria do I Ching] (em chinês). [S.l.]: Democracy and Construction Publishing House. 2016. ISBN 9787513910699
- 《易经的奥秘》 [Mistérios do I Ching] (em chinês). [S.l.]: Beijing Time Chinese Bookstore. 2017. ISBN 9787569915150
- 《曾仕强详解道德经：德经》 (em chinês). [S.l.]: Democracy and Construction Publishing House. 2016. ISBN 9787513911214
- 《曾仕强评胡雪岩》 (em chinês). [S.l.]: Shaanxi Normal University Press. 2012. ISBN 9787561363096
- 《人际的奥秘--曾仕强告诉你如何搞好人际关系》 (em chinês). [S.l.]: Beijing United Publishing Company. 2015. ISBN 9787550237872
- 《曾仕强点评三国之道：论三国智慧》 (em chinês). [S.l.]: Shaanxi Normal University Press. 2010. ISBN 9787561353899
- 《情绪的奥秘》 (em chinês). [S.l.]: Beijing United Publishing Company. 2014. ISBN 9787550233393
- 《曾国藩的启示》 (em chinês). [S.l.]: Beijing United Publishing Company. 2014. ISBN 9787550223714
- 《为政之道》 [Maneira política] (em chinês). [S.l.]: Taiwan Publishing House. 2016. ISBN 9787516810859
- 《大道至简》 (em chinês). [S.l.]: Guangdong Economic Publishing House Co., Ltd. 2018. ISBN 9787545461053
- 《曾仕强教授告诉你怎样带团队》 (em chinês). [S.l.]: Beijing United Publishing Company. 2017. ISBN 9787550293557
- 《中国式思维》 [Pensamento chinês] (em chinês). [S.l.]: Beijing United Publishing Company. 2017. ISBN 9787550289086
- 《中国式管理》 [Gestão chinesa] (em chinês). [S.l.]: Beijing United Publishing Company. 2015. ISBN 9787550254411
- 《孝经：中国式家庭关系》 (em chinês). [S.l.]: Guangdong Economic Publishing House Co., Ltd. 2018. ISBN 9787545460605
- 《圆通的人际关系》 (em chinês). [S.l.]: Peking University Press. 2008. ISBN 9787301134061
- 《老子的人生智慧》 (em chinês). [S.l.]: Guangdong Economic Publishing House Co., Ltd. 2016. ISBN 9787545445398
- 《坤道：中国女人的修养》 (em chinês). [S.l.]: Guangdong Economic Publishing House Co., Ltd. 2018. ISBN 9787545460247

## Vida pessoal
Zeng se casou com Liu Junzheng (chinês tradicional: 劉君政, chinês simplificado: 刘君政), que também é professor.